# Молочное (Красногвардейский район)
Моло́чное (до 1948 года Эгре-Эли; укр. Молочне, крымскотат. Erikli, Эрикли) — село в Красногвардейском районе Республики Крым, входит в состав Ровновского сельского поселения (согласно административно-территориальному делению Украины — Ровновского сельского совета Автономной Республики Крым).

## Население
| 2001 | 2014 |
| ---- | ---- |
| 573  | ↘550 |

Всеукраинская перепись 2001 года показала следующее распределение по носителям языка
| Язык             | Процент |
| ---------------- | ------- |
| крымскотатарский | 51.31   |
| русский          | 37      |
| украинский       | 10.47   |
| другие           | 0.7     |

### Динамика численности
| - 1915 год — —/16 чел. - 1926 год — 25 чел. - 1939 год — 922 чел. - 1989 год — 2646 чел. | - 2001 год — 573 чел. - 2009 год — 560 чел. - 2014 год — 550 чел. |

## Современное состояние
На 2017 год в Молочном числится 3 улицы — Киевская, Садовая и Центральная; на 2009 год, по данным сельсовета, село занимало площадь 297,7 гектара на которой, в 183 дворах, проживало 560 человек. В селе действуют детский сад «Вишенка», сельский клуб, библиотека. Молочное связано автобусным сообщением с райцентром и соседними населёнными пунктами.

## География
Молочное расположено в степном Крыму, в восточной части района, на левом берегу Салгира в его нижнем течении, высота центра села над уровнем моря — 51 м. Расстояние до райцентра — около 14 километров (по шоссе), там же ближайшая железнодорожная станция — Урожайная. Транспортное сообщение осуществляется по региональной автодороге 35Н-226 от шоссе
35Н-258 Красногвардейское — Новоекатериновка (по украинской классификации — С-0-10615).

## История
Селение впервые упоминается в Статистическом справочнике Таврической губернии. Ч.II-я. Статистический очерк, выпуск пятый Перекопский уезд, 1915 год, согласно которому на хуторе Эркелик (он же Султан-Базар, наследников Шредера) Тотанайской волости Перекопского уезда числился 1 двор с немецким населением в количестве 16 человек только «посторонних» жителей.
После установления в Крыму Советской власти и учреждения 18 октября 1921 года Крымской АССР, в составе Джанкойского уезда был образован Курманский район, в состав которого включили село. В 1922 году уезды получили название округов. 11 октября 1923 года, согласно постановлению ВЦИК, в административное деление Крымской АССР были внесены изменения, в результате которых был ликвидирован Курманский район и село включили в состав Джанкойского. Согласно Списку населённых пунктов Крымской АССР по Всесоюзной переписи 17 декабря 1926 года, в селе Эреклик, Ново-Покровского сельсовета Джанкойского района, числилось 10 дворов, из них 9 крестьянских, население составляло 25 человек, из них 23 татарина, 1 украинец, 1 записан в графе «прочие». Постановлением Президиума КрымЦИКа «Об образовании новой административной территориальной сети Крымской АССР» от 26 января 1935 года был создан немецкий национальный (лишённый статуса национального постановлением Оргбюро ЦК КПСС от 20 февраля 1939 года) Тельманский район (с 14 декабря 1944 года — Красногвардейский) и село включили в его состав. По данным всесоюзной переписи населения 1939 года в селе проживало 99 человек.
После освобождения Крыма от фашистов, 12 августа 1944 года было принято постановление № ГОКО-6372с «О переселении колхозников в районы Крыма» по которому в район из областей Украины и России переселялись семьи колхозников, а в начале 1950-х годов последовала вторая волна переселенцев из различных областей Украины. С 25 июня 1946 года Эреклик в составе Крымской области РСФСР. Указом Президиума Верховного Совета РСФСР от 18 мая 1948 года, село, как Эгое-Эли (встречается вариант Эгре-Эли), переименовали в Молочное. 26 апреля 1954 года Крымская область была передана из состава РСФСР в состав УССР. Время включения в Ровновский сельсовет пока не установлено: на 15 июня 1960 года село уже числилось в его составе. По данным переписи 1989 года в селе проживало 512 человек. С 12 февраля 1991 года село в восстановленной Крымской АССР, 26 февраля 1992 года переименованной в Автономную Республику Крым. С 21 марта 2014 года в составе Крыма аннексировано Россией.